# 카를로스 가르시아 칸타레로
카를로스 가르시아 칸타레로(스페인어: Carlos García Cantarero, 1961년 11월 4일 ~ )는 스페인의 축구 지도자로 선수 활동 기록은 전무하다.

## 경력
마드리드 출신인 가르시아 칸타레로는 산 세바스티안 데 로스 레예스 지휘봉을 잡아 감독일을 시작해 1998년에 세군다 디비시온 B 승격을 이룩했다. 그는 이어서 아모로스와 같은 리그의 루고와 아틀레티코 마드리드 B도 이끌었다. 2001년 4월 30일, 그는 해임된 마르코스 알론소의 후임으로 후자의 1군 감독도 역임했는데, 알레티는 세군다 디비시온으로 강등된 첫 시즌에 승점 7점 차이로 승격을 놓쳤다. 그는 앞서 저자와 기자로서도 활동했다.
가르시아 칸타레로는 2001년 5월 27일에 1-0으로 이긴 레가네스와의 안방 경기에서 페르난도 토레스가 신고식을 치를 수 있게 한 것으로도 알려져 있다. 그는 7번의 리그 경기에서 6승 1무의 준수한 성적을 거두었고, 코파 델 레이에서는 준결승전까지 진출했지만, 나중에 우승을 차지하는 사라고사에 합계 1-2로 밀리며 탈락했다.
루이스 아라고네스가 비센테 칼데론 현장에 복귀하면서, 가르시아 칸타레로는 2군 감독으로 복귀했다. 그는 2002년 2월 2일에 레반테 지휘봉을 잡아 다시 2부 리그 감독을 역임했는데, 이 직위를 시즌 말까지 지켰다. 시즌은 강등으로 끝났지만, 레알 부르고스의 행정 조치에 따라 발렌시아 연고 구단은 간신히 잔류에 성공했다. 그는 2003년 5월 19일에 산술적으로 승격의 가능성이 완전히 좌절되면서 해임되었다.
가르시아 칸타레로는 2003-04 시즌에 같은 리그의 엘체 감독이 되었으나 12월 15일에 이사진으로부터 해고 통보를 받았다. 2004-05 시즌, 그는 쿨투랄 레오네사의 감독이 되며 다시 3부 리그의 감독이 되었지만, 2005년 2월에 플레이오프 진출권과 승점차가 11점으로 벌어지면서 해임되었고, 재정적으로 거덜난 구단과 향후에 급여를 지급받기로 합의를 보았다.
2006년, 가르시아 칸타레로는 파나마의 초리요와 계약에 합의를 보아 처음으로 해외 감독을 맡았다. 그는 2008년 7월에 토레야노의 테르세라 디비시온 승격을 목표로 스페인 무대에 복귀하기도 했다.
가르시아 칸타레로는 2009년 3월에 엘살바도르의 알리안사 감독을 맡게 되면서 다시 중미대륙으로 복귀했고, 5월에 강등 플레이오프전으로 처지면서 해임되었다. 이후, 그는 스페인 4부 리그로 갓 해임된 안테케라 감독으로 2009년 6월에 취임했지만, 해를 넘기기도 전에 승격 경쟁에 들겠다는 목표를 미달하면서 해임되었다.
2010년 2월, 가르시아 칸타레로는 다시 대서양을 건너 과테말라 1부 리그 최하위의 후벤투드 레탈테카의 감독이 되었고, 이듬해에는 온두라스의 빅토리아 감독이 되었다. 파나마로 복귀해 플라사 아마도르와 두 번째 초리요 임기를 지내고, 그는 2016년 6월에 푸에르토리코 국가대표팀 감독이 되었다. 2년 동안 요직에 오른 그는 이후 전 온두라스 국가대표 아마도 게바라에게 감독직을 넘겼다.